# 5-та загальновійськова армія (РФ)
5-та гвардійська Червонопрапорна, ордену Жукова загальновійськова армія — армія сухопутних військ Росії у Східному військовому окрузі зі штабом в Уссурійську.

## Історія
З 2015 року заступником командувача армії було призначено Валерія Солодчука, який отримав підвищення після командування 1-м армійським корпусом окупаційних військ на Донбасі.
У контексті повномасштабного вторгнення Росії в Україну в 2022 році підрозділи 5-ї армії (включаючи підрозділи 57-ї мотострілецької бригади та два додаткові мотострілкові полки) були розгорнуті в Білорусі та брали участь в активних операціях.

## Склад
Склад армії на 2019 рік:
- Управління,
- 127-ма мотострілецька Червонопрапорна, ордена Кутузова дивізія, в/ч 44980 (с. Сергіївка, м. Уссурійськ),
- 57-ма окрема гвардійська мотострілецька Красноградська Червонопрапорна, ордена Суворова бригада, в/ч 46102 (м. Бікін, Східне містечко),
- 60-та окрема мотострілецька Червонопрапорна бригада, в/ч 16871 (сел. Камінь-Рибалка і сел. Монастирище),
- 305-та артилерійська Гумбінненська ордена Червоної Зірки бригада, в/ч 39255 (м. Уссурійськ, сел. Покровка),
- 20-та гвардійська ракетна Берлінська двічі Червонопрапорна бригада, в/ч 92088 (м. Уссурійськ),
- 8-ма зенітна ракетна Шавлінська ордена Кутузова бригада, в/ч 36411 (м. Уссурійськ) (ЗРК 9К37 «Бук-М1-2»),
- 80-та Вітебська Червонопрапорна, ордена Олександра Невського бригада управління, в/ч 19288 (м. Уссурійськ),
- 25-й полк РХБ захисту, в/ч 58079 (м. Лісозаводськ) (ТОС-1А «пригрів», РХМ-4-01, РХМ-6, ТМС-65У, АРС-14 км, ТДА-2К),
- 35-й інженерно-саперний полк, в/ч 43294 (сел. Роздольне),
- 641-й командний пункт ППО (м. Уссурійськ),
- 93-тя топографічна частина (м. Уссурійськ),
- 79-й вузол зв'язку, в/ч 86748 (м. Уссурійськ),
- 2120-та технічна ракетна база (сел. Роздольне),
- 237-ма база зберігання та ремонту озброєння і техніки (м. Бікін),
- 245-та база зберігання та ремонту озброєння і техніки, в/ч 92910 (м. Лісозаводськ),
- 247-ма Червонопрапорна база зберігання та ремонту озброєння і техніки, в/ч 30615 (сел. Монастирище-2).

## Командування
- (2011—2013) генерал-лейтенант Сердюков Андрій Миколайович
- (2016—2017) генерал-лейтенант Асапов Валерій Григорович
- (жовтень 2017— серпень 2018) генерал-майор Кутузов Роман Володимирович

Заступники:
- (2015—дотепер) генерал-майор Солодчук Валерій Миколайович[4]